# 福地仁
福地 仁（ふくち ひとし）は日本のメカニックデザイナー。1966年東京生まれ。企画編集プロダクション「伸童舎」スタジオOX出身。左利き。

## 主な作品

### アニメ
- 超音戦士ボーグマン (1988年　メカニックデザイン)
- 天空戦記シュラト (1989年　シャクティデザイン協力)
- 創世機士ガイアース(OVA) (1992年　ゲストメカデザイン)
- 超電動ロボ 鉄人28号FX (1992年　ゲストメカデザイン)
- 超時空要塞マクロスII -LOVERS AGAIN-(OVA) (1992年　ゲストメカデザイン)
- 新造人間キャシャーン(OVA版) (1993年、ゲストメカデザイン)
- ジェノサイバー 虚界の魔獣(OVA) (1993年　プロダクションデザイン)
- パワードール(OVA) (1996年　ゲストメカデザイン)
- サクラ大戦 桜華絢爛(OVA)　(1997年　メカニックデザイン)
- サクラ大戦 轟華絢爛(OVA)　(1999年　メカニックデザイン)
- Blue Gender (1999年　コンセプトメカデザイン)
- 超重神グラヴィオン (2002年　メカニックデザイン)
- サクラ大戦 神崎すみれ 引退記念 す・み・れ(OVA)　(2003年　メカニックデザイン)
- サクラ大戦 エコール・ド・巴里(OVA)　(2003年　メカニックデザイン)
- 超重神グラヴィオンZwei (2004年　メカニックデザイン)
- ガン×ソード (2005年　ゲストヨロイデザイン)
- 劇場版 鋼の錬金術師 シャンバラを征く者 (2005年　メカデザイン[2])
- 桜蘭高校ホスト部 (2006年　メインデザイン)
- 天保異聞 妖奇士 (2006年　プロップデザイン)
- Project BLUE 地球SOS (2006年　メカニックデザイン)
- 銀色のオリンシス (2006年　オリンシスデザイン)
- 機動戦士ガンダム00 (2007年　メカニックデザイン[Note 1]
- ファイアボール　(2008年　キャラクターデザイン)
- 機動戦士ガンダム00 -Second Season- (2008年　メカニックデザイン[Note 2])
- 機動戦士ガンダム00 スペシャルエディションI ソレスタルビーイング (2009年 メカニックデザイン[2])
- 機動戦士ガンダム00 スペシャルエディションII エンド・オブ・ワールド (2009年 メカニックデザイン[2])
- 機動戦士ガンダム00 スペシャルエディションIII リターン・ザ・ワールド (2010年 メカニックデザイン[2])
- 劇場版 機動戦士ガンダム00 -A wakening of the Trailblazer- (2010年　メカニックデザイン[2])
- ボトムズファインダー (2010年 メカニックデザイン[2])
- 宇宙戦艦ヤマト2199 (2012年 デザイン協力)

### ゲーム
- スーパーロボット大戦EX (1994、オリジナルメカニックデザイン)
- 第4次スーパーロボット大戦 (1995、オリジナルメカデザイン)
- 魔装機神シリーズ (1996、魔装機デザイン)
- スーパーロボット大戦α外伝 (2001、オリジナルメカデザイン)
- スーパーロボット大戦OGサーガ 魔装機神 THE LORD OF ELEMENTAL (2010、メカニックデザイン)

以上、バンプレストオリジナルを参照。
- グランヒストリア 〜幻史世界記〜 (1995、ビジュアル)
- メガチュード2096 (1996、マニューバルウェアデザイン)

### モビルスーツデザイン
- CCA-MSV（機動戦士ガンダム 逆襲のシャア モビルスーツバリエーション）
- 機動戦士ガンダム0080 ポケットの中の戦争 プラモデル解説書
- ダブルフェイク アンダー・ザ・ガンダム
- F.M.S（福地モビルスーツステーション）

以上、ガンダムシリーズの登場機動兵器一覧 を参照。

### 伸童舎「ワースプロジェクト」
- 聖刻1092、ワースブレイド (操兵デザイン)

ガレージキットメーカー・MOクラフトの"1/60「聖刻1092」操兵シリーズ"では、造型監修として新設定等を起こしている。

### 漫画
- エクスプローラーウーマン・レイ（岡崎武士）、『月刊コミックNORA』（学習研究社）連載 - ゲストメカデザイン
- ガンドライバー（原作：ビトウゴウ 作画：せたのりやす）、『月刊コミック電撃大王』（メディアワークス）連載 - 企画・メカデザイン
- 緑の王 VERDANT LORD（原作：たかしげ宙 作画：曽我篤士）、『月刊マガジンZ』（講談社）連載 - デザイン
- アフレコ（原作：薗田正弘 作画：小林拓己）、『月刊マガジンZ』（講談社）連載 - デザイン協力
- 機動戦士ガンダム00外伝（原作：矢立肇、富野由悠季 シナリオ：千葉智宏 漫画：ときた洸一）、『ガンダムエース』（角川書店） - メカニックデザイン
- ALCBANE（原作：たかしげ宙 漫画：衣谷遊）、『ヒーロークロスライン』（講談社） - メカデザイン（アルクベインデザイン）
- VOID（原作：七月鏡一 漫画：李成圭）、『月刊マガジンZ』及び『ヒーロークロスライン』（講談社）連載 - VOIDデザイン
- JESUS 砂塵航路（原作：七月鏡一 漫画：藤原芳秀）、『モバMAN』（小学館）連載中 - メカニカルデザイン協力（アルクベインデザイン）
- 死がふたりを分かつまで（原作：たかしげ宙 漫画：DOUBLE-S）、『ヤングガンガン』（スクウェア・エニックス）連載中 - デザイン協力（アルクベインデザイン）

### 特撮映画
- ゴジラVSビオランテ（1989年 デザインワークス[2]）

### その他
- 甲殻戦記オーガライド（企画・デザイン）